# Josep Fortuny i Torrens
Josep Fortuny i Torrens (Mollet del Vallès, 25 d'octubre de 1902 - Barcelona, 16 de juliol de 1939) fou un pastisser i alcalde de Mollet del Vallès del 1937 al 1938. Va ser un dels fundadors i membre de la junta del Centre Catalanista Republicà creat a Mollet del Vallès el 1930 i que posteriorment s'adherí a ERC. Fou un gran orador, va escriure diversos articles en revistes locals i comarcals com El Nostre Ideal (periòdic del Centre Catalanista) o Lluita (editat pel Centre Catalanista Republicà adherit a Acció Catalana).

## Biografia
Fou un dels polítics molletans més destacats dels anys trenta i mantingué amistat personal amb Francesc Macià, Lluís Companys, el cap dels Mossos d'Esquadra, Frederic Escofet, o l'advocat Tries de Bes. Fou regidor de governació de l'Ajuntament de Mollet des de la proclamació de la República fins a l'octubre del 1934. Durant la seva etapa com a regidor, va combatre amb fermesa la corrupció del consistori durant la dictadura de Primo de Rivera i la influència de la Lliga, de la parròquia i dels prohoms i cacics locals.
Fomentà i promocionà l'ús i ensenyament del català i la retolació en català de diverses institucions i entitats, i també intervingué en la resolució de conflictes obrers amb l'objectiu d'adaptar Mollet a la nova realitat politicosocial. Després dels Fets d'Octubre de 1934 fou destituït, juntament amb la resta del consistori, per haver-se adherit a la proclamació de l'Estat català, i va ser empresonat i jutjat. Fou alliberat a finals de 1935.
Amb la victòria del Front d'Esquerres a les eleccions de febrer de 1936, va recuperar el càrrec de regidor de Governació. Després de la dimissió de Feliu Tura, el 10 gener de 1937 va ser escollit alcalde amb els vots favorables de totes les forces polítiques representades al consistori, i va ser refermat en el càrrec el 3 de març per la reincorporació al consistori dels representants de la Unió de Rabassaires. Es mantingué com a alcalde després de la reestructuració de l'Ajuntament l'octubre de 1937, moment en el qual l'aliança política ERC-PSUC-Unió de Rabassaires aïllà la CNT. Ocupà el càrrec fins al 5 de juny de 1938, quan va dimitir per incorporar-se a l'exèrcit de l'aire com a voluntari, tot i que mai va arribar a entrar en combat, ja que va romandre destinat a l'aeròdrom de Sabadell.
La seva actuació política sempre buscà el consens i la unitat dels grups polítics, tot defensant la petita burgesia. Com a alcalde, la seva gestió estigué determinada per la Guerra Civil, i va haver de superar els moments més difícils, com ara els fets de maig del 1937, els bombardeigs de Mollet de l'aviació italiana el gener de 1938 i la manca de proveïments.
El gener de 1939 marxà exiliat a França i fou reclòs al camp de concentració de la platja d'Argelers juntament amb altres companys de consistori, entre ells Feliu Tura. El 9 de febrer passà la frontera per Hendaia i entrà a Espanya per Irun; detingut i confinat en dos camps de concentració, el mes de maig van traslladar-lo a la presó Model de Barcelona, on fou sotmès a judici sumaríssim i condemnat a mort. Va ser executat la matinada del 16 de juliol de 1939 al Camp de la Bóta de Barcelona i enterrat a la fossa comuna del cementiri de Montjuïc.
La seva família fou desposseïda de les seves propietats, inclosa la pastisseria, i foren embargats els seus béns perquè no podien pagar la quota de 50.000 pessetes que els havien assignat per sufragar la reconstrucció de l'església i el cobriment del torrent Caganell.